# ارنست رودیگر اشتارمبرگ

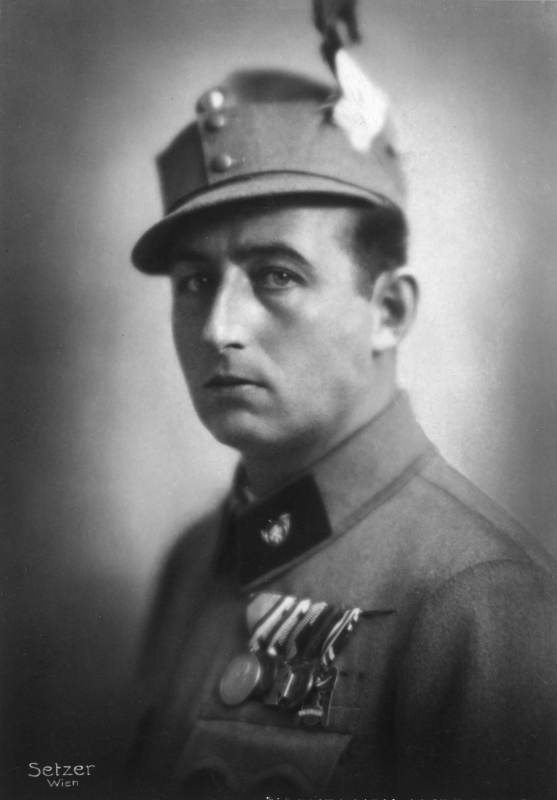
شاهزاده اشتارمبرگ در اونیفرم هایمور

ارنست رودیگر کامیلو فون اشتارمبرگ (به آلمانی: Ernst Rüdiger Camillo Starhemberg) (زادهٔ ۱۰ مهٔ ۱۸۹۹ – درگذشتهٔ ۱۵ مارس ۱۹۵۶) سیاستمدار ملی‌گرا و محافظه‌کار اتریشی در آستانهٔ جنگ دوم جهانی بود. او تا پیش از سال ۱۹۱۹ میلادی و لغو اشرافیت در اتریش باقید لقب اعلیحضرت و فورست فون اشتارمبرگ (به آلمانی: Fürst von Starhemberg) خوانده می‌شد. اشتارمبرگ رهبر هایمور و سپس حزب سوسیال مسیحی و جبهه میهن بود. همچنین او هزار و صد و شصتمین شوالیه نشان پشم زرین بود.
اشتارمبرگ از ۱۹۲۰ تا ۱۹۳۰ در شورای فدرال خدمت کرد. در ۱۹۳۰ وزیر کشور شد. در ۱۹۳۱ نایب‌رئیس حزب سوسیال مسیحی گردید، در ۱۹۳۴ به نیابت صدارت عظمی رسید. پس از ترور صدراعظم انگلبرت دلفوس به دست نازی‌ها، اشتارمبرگ رفته‌رفته از مواضع گذشته عقب نشست. پس از دلفوس کورت شوشنیگ به صدارت عظمی رسید. اشتارمبرگ در ۱۹۳۶ از قدرت فاصله گرفت و هایمور هم متلاشی شد. پس از رویداد آنشلوس او که از کینه‌جویی نازی‌ها بیمناک بود از کشور گریخت.
پس از گریز نخست او به سوئیس رفت. سپس به خدمت نیروی هوایی بریتانیا و فرانسه آزاد در آمد. در ۱۹۴۲ دست از جنگ کشید و به آرژانتین رفت و سیزده سال در آن کشور ماند. سپس در ۱۹۵۵ به اتریش بازگشت و اندکی بعد همانجا مرد.